# 加州牛肉面

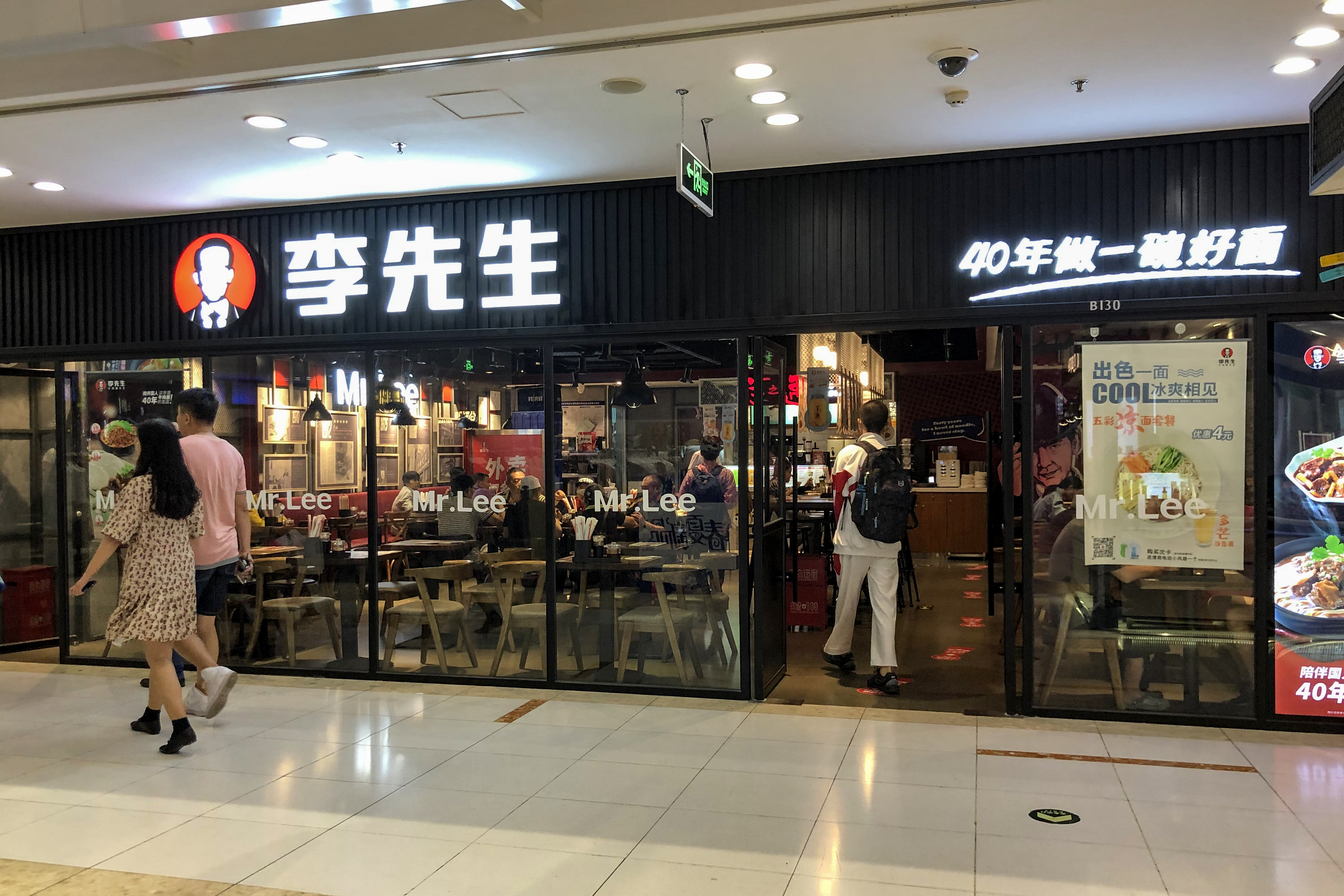
李先生 - 北京

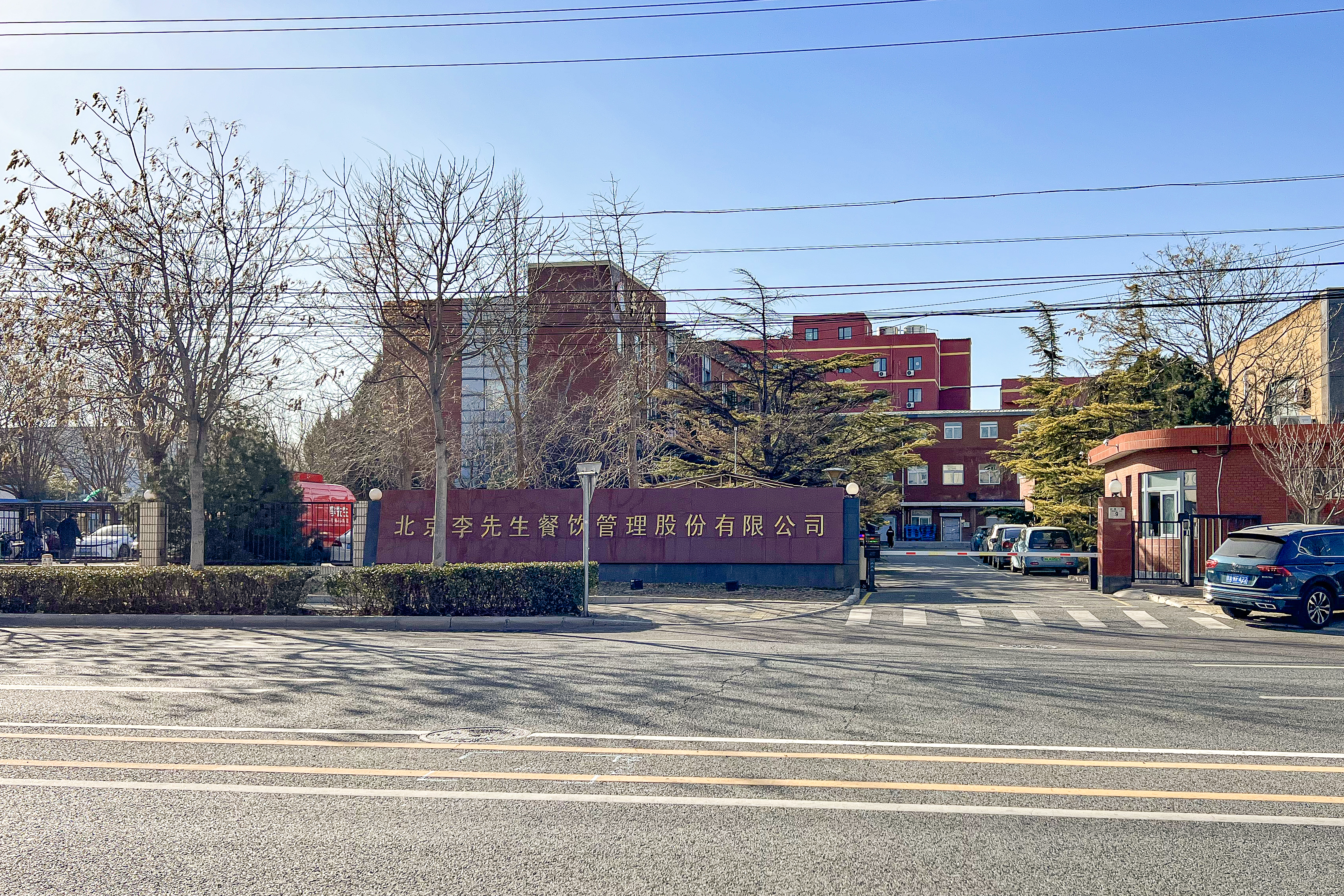
位于北京经济技术开发区经海二路9号的“李先生”品牌总部

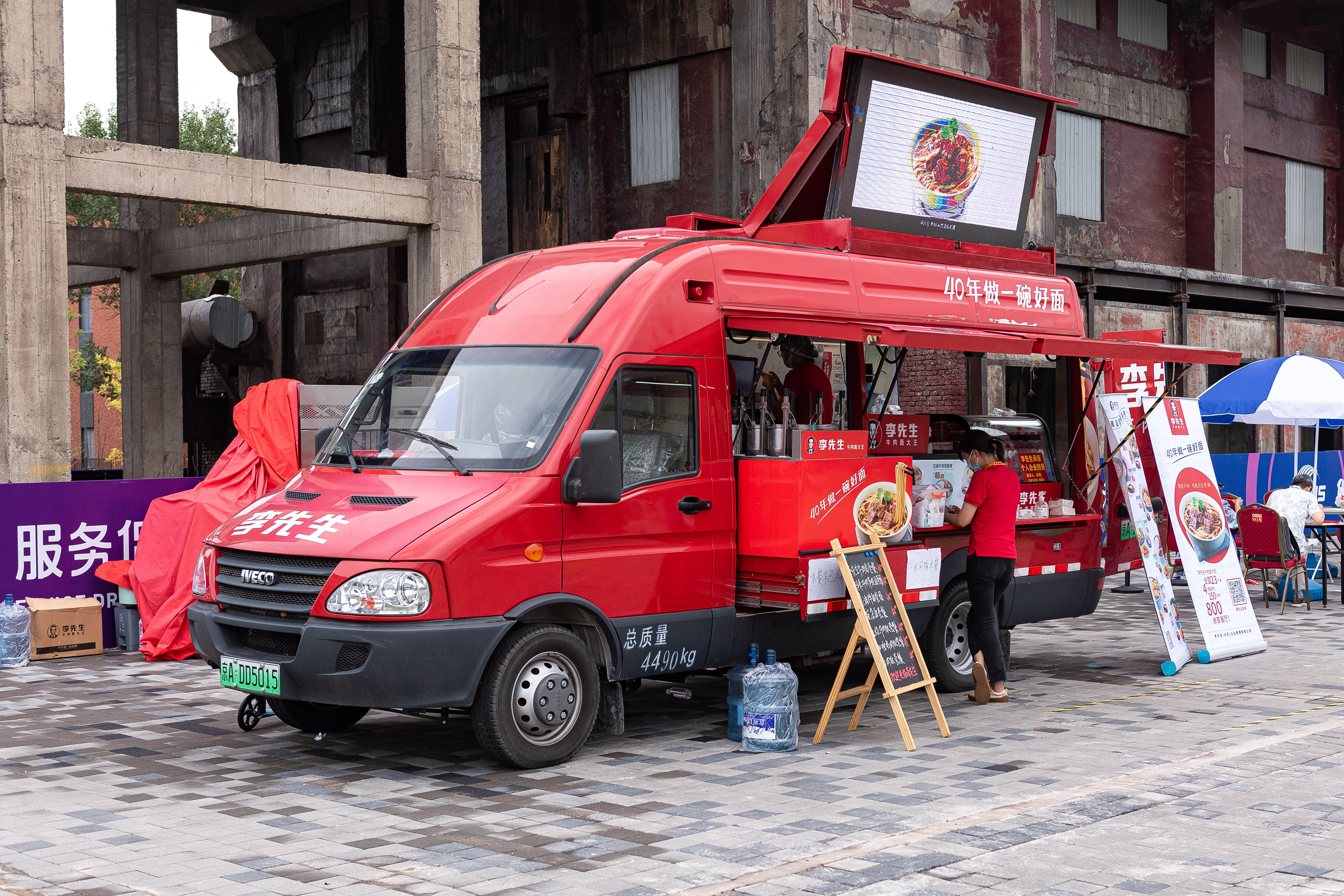
2021年中國國際服務貿易交易會首钢园会场的李先生移动餐车

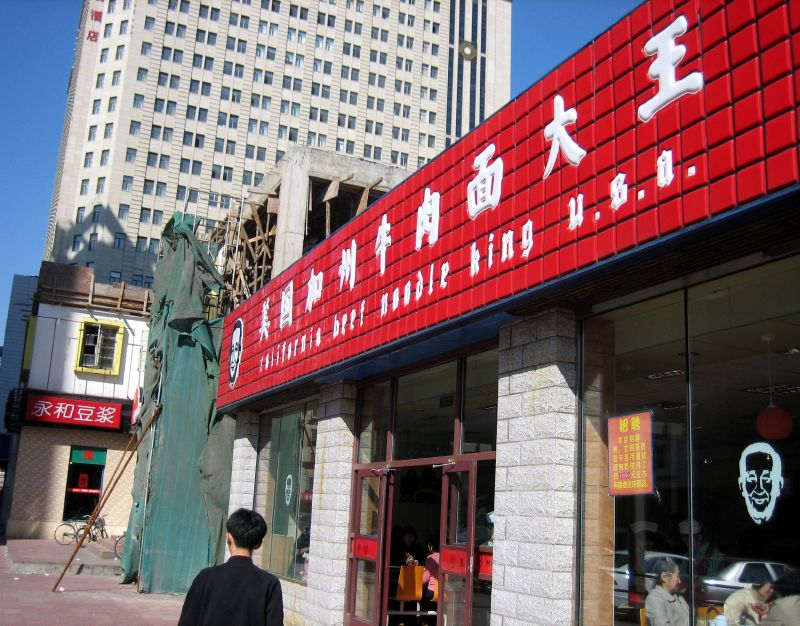
美国加州牛肉面 - 沈阳

北京李先生加州牛肉面大王公司简称李先生，旧名美国加州牛肉面，是中华人民共和国快餐连锁店，专营牛肉面、中式面条和其他中式快餐。早期有多家连锁餐厅冠以“美国加州牛肉面大王“的字号，并产生商标纠纷。2008年，其中最主要的一家“李先生美国加州牛肉面大王”更名为“李先生”，招牌和菜单中也不再称“加州牛肉面”。这之后以“美国加州牛肉面”为字号的餐厅已经比较少见。
一般认为这种牛肉面其实就是台湾牛肉面，台湾牛肉面传到美国，之后再有人到其他地方（台湾、中国大陆等）开店，便以“美国加州牛肉面”为名称。

## 历史
在美国从事餐饮业的华侨吴京红1985年回中国大陸创办了第一家“美国加州牛肉面大王”。1993年在中国大陸注册了商标。1996年在美国注册了商标，归吴京红所拥有的美国鸿利国际公司。
另一家“李先生加州牛肉面馆”的创办人是美国加州的重庆侨民李北祺（1932年9月15日-2008年1月27日）。他在1972年到1974年间以“牛肉面大王”为号，洛杉矶地区的唐人街、蒙特利公園、阿罕布拉开了3家“牛肉面大王”餐馆，到1979年扩展到7家。之后在中国大陸以“美国加州牛肉面大王”为商号，开办专营店，2008年起陆续将店名改为“李先生”，去除“美国加州”字样，此后于2015年和2017年两度更换品牌形象。

## 诉讼
在中国“美国加州牛肉面”很多。美国鸿利国际公司成功起诉了天津“金筷子美国加州牛肉面”，并在2007年开始起诉“李先生加州牛肉面馆”连锁店。同时吴京红的“美国加州牛肉面大王”也因为不是来自美国加州而被律师指出涉嫌欺骗。